# Stegen (Luxemburg)
Stegen (Luxemburgs: Steeën) is een plaats in de gemeente Vallée de l'Ernz en het kanton Diekirch in Luxemburg.
Stegen telt 395 inwoners (2001).
Eppeldorf · Ermsdorf · Folkendange · Hessemillen · Hossenberg · Keiwelbach · Kitzebur · Marxbierg · Medernach · Neumühle · Osterbour · Pletschette · Savelborn · Stegen

Luxemburgse gemeenten · Kanton Diekirch · Luxemburg